# Никипорчик, Викентий Викентьевич
Викентий Викентьевич Никипорчик (13 (25) ноября 1888, Кракиново, Поневежский уезд, Ковенская губерния — февраль 1943, Мелитополь) — деятель обновленчества.

## Биография
Родился 13 ноября 1888 года в местечке Кракиново Поневежского уезда Ковенской губернии в крестьянской семье.
В 1914 года призван на военную службу. В феврале 1915 года окончил ускоренный четырёхмесячный курс Виленского военного училища и был произведён в чин прапорщика. Дослужился до чина штабс-капитана. С конца 1917 года служил в Красной армии вначале в должности инструктора, затем командира сапёрной роты.
Одновременно в 1918—1919 годы состоял вольнослушателем Московской духовной академии.
14 сентября 1920 года арестован за контрреволюционную деятельность. 21 декабря 1920 года освобожден без суда. 1 августа 1922 года из Красной армии демобилизован.
С 1922 года в обновленческом расколе. 11 сентября 1922 года рукоположен во священника и назначен к Успенской церкви города Кунгура Пермской епархии. В том же году возведён в сан протоиерея и назначен уполномоченным обновленческого ВЦУ по Кунгурскому уезду Пермской епархии.
В 1923 году назначен ключарём Преображенского кафедрального собора Перми. 9 августа 1923 года назначен епископом Осинским, викарием Пермской обновленческой епархии. Из-за противодействия членов Пермского епархиального управления хиротония не состоялась.
6 февраля 1924 года уволен за штат. Перешёл в Таврическую обновленческую епархию. С 1924 года — настоятель Петропавловского собора в Симферополе.
С декабря 1924 года — уполномоченный обновленческого Таврического епархиального управления по Ялтинскому району.
16 февраля 1930 года, будучи в браке, хиротонисан во епископа Нижнеломовского, викария Пензенской обновленческой епархии.
9 июля 1931 года назначен епископом Белгородским, председателем обновленческого обновленческого Белгородского епархиального управления. Кафедра располагалась в Петропавловской (Савинской) церкви города Белгорода.
3 февраля 1932 года назначен епископом Острогожским, председателем Острогожского епархиального управления. Кафедра располагалась в Рождество-Богородицкой церкви Острогожска.
30 марта 1932 году лишен сана и исключён из списков обновленческих архиереев.
4 мая 1932 года восстановлен в сане епископа с правом подыскания настоятельского места. В июне 1932 года назначен настоятелем Покровской церкви села Иванисово Переславского района Владимирской епархии.
В ноябре 1934 года назначен епископом Алатырским, викарий Чувашской обновленческой епархии.
23 января 1935 года направлен в распоряжении обновленческого Ивановского Областного митрополитанского церковного управления для получения настоятельского места. В течение 1935 года занимал разные священнические места в Ивановской епархии. 11 ноября 1935 года уволен на покой. Проживал в Иванове.
С октября 1937 года — кладовщик на строительстве объекта швейной промышленности в Симферополе. 30 июля 1938 года был арестован. 29 января 1939 года постановлением 2-го отдела УГБ НКВД Крымской АССР дело прекращено за недоказанностью обвинения, с освобождением из-под стражи.
Переехал в Крым. После занятия Крыма немцами в 1942 году, находился в оккупации.
В 1942 году назначен настоятелем Константино-Еленинской церкви города Симферополя. Спасал еврейских детей и распространял среди верующих воззвания митрополита Сергия. Первый раз В. В. Никипорчика вызвали на допрос весной или в начале лета 1942 года к следователю особой команды № 11-Б в Симферопольскую СД. Его допрашивали о месте нахождения еврейского ребёнка, но Никипорчик никаких показаний, интересующих следователя, не дал. В октябре 1942 года епископа Викентия задержали за то, что крестил еврейских детей. Никипорчика обвиняли «в политической неблагона-дежности», как священника обновленческой церкви (которую немцысчитали большевистской с коммунистическим уклоном) Никипорчикпровел в здании СД около двух месяцев. Направили в концлагерь бывшего совхоза «Красный», затем был выпущен из лагеря и уехал в Мелитополь, где был назначен служителем Александро-Невского собора города Мелитополь.
По показаниям свидетельницы Нееловой Н. А., хористки Александро-Невского собора г. Мелитополя, известно, что Викентий Никопорчик во время службы обратился к народу и сказал: «Дорогие мои, дети-прихожане, я, наверное, скоро не буду у вас служить». Когда народ спросил, почему он не будет служить, то Викентий рассказал, что его преследуют за то, что он крестил еврейских детей. 6 января 1943 года епископ Викентий был арестован, а в начале февраля 1943 года — расстрелян.